# Let the River In
"Let the River In" is een nummer van de Nederlandse singer-songwriter Dotan. Het nummer werd uitgebracht op zijn album 7 Layers uit 2014. Op 10 februari 2016 werd het nummer uitgebracht als de vierde en laatste single van het album.

## Achtergrond
"Let the River In" is geschreven door Dotan en Will Knox en geproduceerd door Dotan. Het nummer centreert zich rond de akoestische gitaar, gespeeld door Knox. Tijdens het laatste refrein is tevens een galmende drum te horen en wordt Dotan ondersteund door een achtergrondkoor.
"Let the River In" werd pas in 2016 officieel als single uitgebracht, maar stond opvallend genoeg in de herfst van 2015 al in de Nederlandse hitlijsten. In de Top 40 kwam de single tot plaats 31, terwijl in de Single Top 100 plaats 53 werd gehaald. Tevens stond het in de "Bubbling Under"-lijst van de Vlaamse Ultratop 50. De bijbehorende videoclip, opgenomen in zwart-wit, is geregisseerd door acteur Jan Kooijman.

## Hitnoteringen

### Nederlandse Top 40
| Hitnotering: 26-09-2015 t/m 14-11-2015 | Hitnotering: 26-09-2015 t/m 14-11-2015 | Hitnotering: 26-09-2015 t/m 14-11-2015 | Hitnotering: 26-09-2015 t/m 14-11-2015 | Hitnotering: 26-09-2015 t/m 14-11-2015 | Hitnotering: 26-09-2015 t/m 14-11-2015 | Hitnotering: 26-09-2015 t/m 14-11-2015 | Hitnotering: 26-09-2015 t/m 14-11-2015 | Hitnotering: 26-09-2015 t/m 14-11-2015 | Hitnotering: 26-09-2015 t/m 14-11-2015 |
| Week                                   | 1                                      | 2                                      | 3                                      | 4                                      | 5                                      | 6                                      | 7                                      | 8                                      |                                        |
| -------------------------------------- | -------------------------------------- | -------------------------------------- | -------------------------------------- | -------------------------------------- | -------------------------------------- | -------------------------------------- | -------------------------------------- | -------------------------------------- | -------------------------------------- |
| Positie                                | 39                                     | 32                                     | 39                                     | 37                                     | 31                                     | 33                                     | 35                                     | 39                                     | uit                                    |

### Single Top 100
| Hitnotering week 1 t/m 11: 10-10-2015 t/m 19-12-2015 Hitnotering week 12 t/m 13: 09-01-2016 t/m 16-01-2016 | Hitnotering week 1 t/m 11: 10-10-2015 t/m 19-12-2015 Hitnotering week 12 t/m 13: 09-01-2016 t/m 16-01-2016 | Hitnotering week 1 t/m 11: 10-10-2015 t/m 19-12-2015 Hitnotering week 12 t/m 13: 09-01-2016 t/m 16-01-2016 | Hitnotering week 1 t/m 11: 10-10-2015 t/m 19-12-2015 Hitnotering week 12 t/m 13: 09-01-2016 t/m 16-01-2016 | Hitnotering week 1 t/m 11: 10-10-2015 t/m 19-12-2015 Hitnotering week 12 t/m 13: 09-01-2016 t/m 16-01-2016 | Hitnotering week 1 t/m 11: 10-10-2015 t/m 19-12-2015 Hitnotering week 12 t/m 13: 09-01-2016 t/m 16-01-2016 | Hitnotering week 1 t/m 11: 10-10-2015 t/m 19-12-2015 Hitnotering week 12 t/m 13: 09-01-2016 t/m 16-01-2016 | Hitnotering week 1 t/m 11: 10-10-2015 t/m 19-12-2015 Hitnotering week 12 t/m 13: 09-01-2016 t/m 16-01-2016 | Hitnotering week 1 t/m 11: 10-10-2015 t/m 19-12-2015 Hitnotering week 12 t/m 13: 09-01-2016 t/m 16-01-2016 | Hitnotering week 1 t/m 11: 10-10-2015 t/m 19-12-2015 Hitnotering week 12 t/m 13: 09-01-2016 t/m 16-01-2016 | Hitnotering week 1 t/m 11: 10-10-2015 t/m 19-12-2015 Hitnotering week 12 t/m 13: 09-01-2016 t/m 16-01-2016 | Hitnotering week 1 t/m 11: 10-10-2015 t/m 19-12-2015 Hitnotering week 12 t/m 13: 09-01-2016 t/m 16-01-2016 | Hitnotering week 1 t/m 11: 10-10-2015 t/m 19-12-2015 Hitnotering week 12 t/m 13: 09-01-2016 t/m 16-01-2016 | Hitnotering week 1 t/m 11: 10-10-2015 t/m 19-12-2015 Hitnotering week 12 t/m 13: 09-01-2016 t/m 16-01-2016 | Hitnotering week 1 t/m 11: 10-10-2015 t/m 19-12-2015 Hitnotering week 12 t/m 13: 09-01-2016 t/m 16-01-2016 | Hitnotering week 1 t/m 11: 10-10-2015 t/m 19-12-2015 Hitnotering week 12 t/m 13: 09-01-2016 t/m 16-01-2016 |
| Week | 1 | 2 | 3 | 4 | 5 | 6 | 7 | 8 | 9 | 10 | 11 | | 12 | 13 | |
| --- | --- | --- | --- | --- | --- | --- | --- | --- | --- | --- | --- | --- | --- | --- | --- |
| Positie | 78 | 61 | 53 | 58 | 64 | 63 | 75 | 83 | 86 | 85 | 92 | uit | 78 | 93 | uit |

### NPO Radio 2 Top 2000
| Nummer met noteringen in de NPO Radio 2 Top 2000 | '15  | '16 | '17  |
| ------------------------------------------------ | ---- | --- | ---- |
| Let the River In                                 | 1097 | 632 | 1304 |

1. ↑  Een vetgedrukt getal geeft de hoogste notering aan.
2. ↑  2015 was het eerste jaar met een notering voor dit nummer.
3. ↑  Deze tabel is bijgewerkt tot en met de laatste editie (2024).